# أسامة الأزهري
أسامة الأزهري (16 يوليو 1976 -) هو وزير الأوقاف المصري الحالي، ومستشار ديني وخطيب ومحاضر مصري.

## حياته ونشأته
أسامة السيد محمود محمد الأزهري هو ولد في الإسكندرية يوم الجمعة 18 رجب 1396 هـ - 16 يوليو 1976م. نشأ في سوهاج من صعيد مصر، وبارك والده توجهه لحفظ القرآن الكريم. لم يقتصر في تكوينه على ما تلقاه خلال دراسته الأكاديمية الرسمية الأزهرية بل طلب العلوم الشرعية وغيرها من خلال ملازمة ومرافقة أهل كل علم من المتخصصين من أكابر علماء الأزهر الشريف المعمور، ثم عدد من أكابر علماء الشام، واليمن، والمغرب العربي، وأجازه جل من لقيهم من العلماء وقد ذكر عددا منهم في بعض من مؤلفاته كمعجم الشيوخ وأسانيد المصريين وغيرها.
ولد في مدينة الإسكندرية بجمهورية مصر العربية، في يوم الجمعة 18 رجب 1396 هـ - 16 يوليو 1976 م. انتقل مع عائلته إلى بلدة أبيه في محافظة سوهاج، في صعيد مصر، المعروف بتقاليده المحافظة، وكثرة حفاظ القرآن الكريم به، مع سيادة جو علمي أصيل، ضارب بجذوره في أعماق التاريخ الإسلامي، إلى جانب توفر التعليم الأزهري الرسمي وغير الرسمي فيه، والمحبة البالغة التي يكنها أهل هذا الإقليم والتقدير الذي يبدونه للعلماء، وخاصة الأزاهرة منهم.
هناك اعتنى والده بأن يحفظ القرآن الكريم، وأن ينتظم في صفوف الدراسة الأزهرية، وشجع ما قد رأى منه من استعداد للتلقي، ونهم للمطالعة والقراءة، وشغف بالعلم والعلماء، والنظر في سيرهم ودراسة تراجمهم، وعزوفه عن تضييع وقته فيما اعتاد أقرانه فعله من لعب ولهو، مع كثرة ترحاله إلى القرى القريبة والبعيدة، طلبا لمجالسة العلماء وأصحاب الاهتمامات العلمية على اختلافها، وكان والده ـ رحمه الله ـ كثير الدعاء له بأن يرزقه الله العلم.
حصل على شهادة العالمية (الدكتوراه) من كلية أصول الدين بمرتبة الشرف الأولى، مع التوصية بالطبع والتداول عام 2011م.
حصل على درجة الإجازة العالية (الليسانس) من كلية أصول الدين والدعوة الإسلامية بجامعة الأزهر الشريف سنة 1999م
حصل على: درجة التخصص (الماجستير) في الحديث الشريف وعلومه من كلية أصول الدين والدعوة الإسلامية سنة 2005م.
عمل معيدا بقسم الحديث الشريف بكلية أصول الدين والدعوة الإسلامية بأسيوط سنة 2000م، ثم مدرسآ مساعدآ بنفس الكلية سنة 2005م،
وهو الآن أستاذ مساعد بكلية أصول الدين والدعوة الإسلامية بالزقازيق. دَرَسَ عددآ من العلوم الشرعية وغيرها دراسة حرة على عدد من العلماء الكبار المتخصصين في علوم: الحديث، والتفسير، وأصول الفقه، والمنطق، والنحو، والعقيدة وغيرها، وحصل على الإجازة من أكثر من ثلاثمائة من العلماء أصحاب الإسناد، من أقطار إسلامية مختلفة. تشرف بالملازمة والمرافقة لعدد من علماء الأزهر الشريف المعمور، ثم عدد من أكابر علماء الشام، واليمن، والمغرب العربي.

## بدايته
قال الشيخ أسامة الأزهري في كتابه: (أسانيد المصريين): (اشتهر من المتأخرين عدد من العلماء، صار كل واحد منهم هو مدار أسانيد أهل تلك الديار، مثل العلامة الشيخ محمد بن محمد الأمير؛ فإنه مدار الإسناد عند المتأخرين من المصريين، وقد وقع نظير ذلك في الأقطار المختلفة في تلك الحقبة؛ إذ اشتهر عدد من المسندين في عدد من الأقطار شهرة زائدة، وحرروا أسانيدهم وجوّدوها، وُعرِفُوا بهذا الشأن، فعوَّل الناس في أقطارهم ونواحيهم على أسانيدهم، وأحالوا إليهم، واعتمدوا على جمعهم وتحريرهم في ذلك، فكانوا هم أيضاً مدارَ الإسناد في أقطارهم.
1. فكان العلامة محمد بن محمد بن عبد القادر الأمير الكبير مدار الإسناد في الديار المصرية، وأسانيده في ثبته المسمى: (سد الأرب من علوم الإسناد والأدب). وإسنادي إلى الإمام الأمير من طريق الشيخ علي محمد توفيق النحاس، عن أبيه، عن العلامة محمد بخيت المطيعي مفتي الديار المصرية الأسبق، عن محمد عليش، عن الأمير الصغير، عن أبيه الأمير الكبير بأسانيده المذكورة في كتابه (سد الأرب) وهو مطبوع.
2. وكان السادة العلماء الأئمة: عبد الله بن سالم البصري، والنخلي، والعجيمي هم مدار الرواية والإسناد في بلاد الحرمين الشريفين، بل وما والاهما من الأقطار النائية، والبلدان الشاسعة، كما نص عليه الحافظ مرتضى الزبيدي، وأثباتهم مشهورة متداولة. وإسنادي إلى عبد الله بن سالم البصري من طريق العلامة عبد الغني بن محمد علي الدقر الدمشقي، عن محدث الشام بدر الدين الحسني، عن العلامة البرهان السقا، عن العلامة ثعيلب بن سالم الفشني، عن الشهابين الملوي والجوهري، عن عبد الله بن سالم البصري بأسانيده المذكورة في ثبته: (الإمداد، بمعرفة علو الإسناد) وهو مطبوع.
3. وكان العلامة الحبيب عيدروس بن عمر الحبشي ت 1304هـ هو مدار الإسناد عند أهل حضرموت، وسلاسل أسانيده في ثبته المسمى: (عقد اليواقيت الجوهرية)، وقد اختصره السيد عبد الحي الكتاني، وجرد سلاسل أسانيده في كراسة، وللحبيب عيدروس ثبت آخر مشهور، اسمه: (عقود اللآل في أسانيد الرجال)، وهو مطبوع، وله ثبت ثالث اسمه: (منحة الفتاح الفاطر) وهو مطبوع، وبالجملة فهو مسند الديار الحضرمية في زمانه بلا منازع، وعلى أثباته المعول والمدار هناك، حتى قال عنه العلامة المؤرخ الحبيب عبد الله بن محمد بن حامد السقاف في (تاريخ الشعراء الحضرميين)/4/60/: (شيخ مشايخنا، وشيخ الشيوخ، ومدار السند والإسناد، ومرجع التخريج للمجيز والمجاز). وإسنادي إليه من طريق الحبيب عبد الله بن محمد بن علي بن محمد بن عيدروس بن عمر الحبشي، عن جده علي بن محمد، عن جده عيدروس بن عمر، بأسانيده المذكورة في أثباته المتعددة، وأشهرها: (عقد اليواقيت الجوهرية)، وهو مطبوع.
4. وكان العلامة محمد بن علي الشوكاني ت 1250هـ هو مدار الإسناد عند علماء صنعاء وما والاها من بلدان يمن الشمال، وأسانيده في ثبته المسمى (إتحاف الأكابر من إسناد الدفاتر) وهو مطبوع، ويشارك الشوكاني في ذلك العلامة الوجيه عبد الرحمن بن سليمان الأهدل، وأسانيده في ثبته (النفس اليماني) وهو مطبوع. وإسنادي إلى الشوكاني من طريق الحبيب عبد القادر بن أحمد السقاف، عن محمد بن سالم السري، عن محمد بن ناصر الحازمي، عن الشوكاني بأسانيده المذكورة في ثبته (إتحاف الأكابر) وهو مطبوع.
5. وكان العلامة الشاه ولي الله الدهلوي الفاروقي هو مدار الإسناد في الديار الهندية، وأسانيده في كتبه المشهورة، ومنها (الإرشاد إلى مهمات الإسناد)، ومنها (الفضل المبين، في المسلسل من حديث النبي الأمين). وإسنادي إليه من طريق الشيخ المعمر أحمد علي بن محمد يوسف السورتي، عن عبد الرحمن الأمروهوي، عن فضل الرحمن المراد آبادي، عن الشاه عبد العزيز بن الشاه ولي الله الدهلوي، عن أبيه الشاه ولي الله الدهلوي بأسانيده المثبتة في كتبه المذكورة.
6. وكان آل الكزبري هم مدار الإسناد في بلاد الشام، وقد جمع أسانيدهم ومروياتهم فضيلة الشيخ عمر موفق النشوقاتي في مجموع جيد اسمه
(مجموع الأثبات الحديثية لآل الكزبري الدمشقيين وسيرهم وإجازاتهم)، وهو مطبوع في مجلد. ولاسيما العلامة عبد الرحمن بن محمد بن عبد الرحمن الكزبري الحفيد، وأسانيده في ثبته الذي جمعه له العلامة عبد الغني الغنيمي الميداني، وقد اعتنى به مسند العصر الشيخ محمد ياسين الفاداني، وألحق به ثبتًا آخر سماه (إتحاف الباحث السري بأسانيد الكزبري) وهو مطبوع. وإسنادي إليه من طريق الشيخ محمد مطيع الحافظ الدمشقي، عن عبد المحسن الأسطواني، عن محمود حمزة الحمزاوي، عن عبد الرحمن الكزبري الحفيد بأسانيده المثبتة في كتبه المذكورة.
7. وكان العلامة محمد بن علي السنوسي ت 1276هـ هو مدار الإسناد في الديار الليبية، وأسانيده في ثبته (الشموس الشارقة)، وهو في مجلدين كبيرين، ولا أعلمه مطبوعًا، ثم في أثبات أولاده وتلامذته. وإسنادي إليه من طريق الملكة فاطمة الشفاء بن الشريف أحمد السنوسي رحمها الله، عن أبيها الشريف أحمد، عن والده السيد محمد الشريف عن جده الإمام محمد بن علي السنوسي بأسانيده المثبتة في كتبه سابقة الذكر.
8. وكان العلامة محمد كامل بن مصطفى هو مدار الإسناد عند علماء طرابلس الغرب، وشيوخ المدرسة العثمانية(مدرسة عثمان باشا). وإسنادي إليه من طريق العلامة عبد السلام البزنطي، عن العلامة المهدي بو شعالة، عن العلامة عبد الرحمن البوصيري، عن العلامة محمد كامل بن مصطفى بأسانيده عن مشايخه وأكثرهم من علماء الأزهر ومن علماء جامع الزيتونة بتونس.
9. وكان السادة البيارمة، شيوخ الديار التونسية، هم مدار غالب أسانيد التونسيين في زمانهم، وهم العلامة الجليل شيخ الإسلام محمد بيرم الرابع ت 1278هـ، ووالده العلامة محمد بيرم الثالث ت 1259هـ، ووالده مفتي تونس العلامة محمد بيرم الثاني ت 1247هـ، ووالده العلامة محمد بيرم الأول ت 1240هـ، وقد ذكر الكتاني طرفًا من أسانيدهم في (فهرس الفهارس). وإسنادي إلى السادة البيارمة من طريق السيد عبد الرحمن بن العلامة السيد عبد الحي الكتاني، عن أبيه، عن مسند الديار التونسية محمد الطيب بن محمد النيفر، عن أبيه، عن العلامة بيرم الثالث بأسانيده المذكورة.
10. وكان العلامة أحمد بن سيدي عمار بن عبد الرحمن بن عمار الجزائري ت 1204هـ علامةَ الجزائر ومحدثها ومسندها، فكان هو مدارَ الإسناد عند الجزائريين، وأسانيده في ثبته (منتخب الأسانيد في وصل المصنفات والأجزاء والمسانيد). وإسنادي إليه من طريق السيد محمد إبراهيم عبد الباعث الكتاني، والسيد أحمد بن أبي بكر الحبشي الحضرمي، عن كلاهما عن السيد عبد الحي الكتاني، عن مفتي الجزائر أبي العباس أحمد بن محمد بوكندورة، عن مسند الجزائر أبي الحسن علي بن عبد الرحمن الحفاف، عن أبيه، عن جده، عن سيدي أحمد بن عمار بأسانيده في كتابه سابق الذكر.
11. وكان العلامة الإمام الجليل المتفنن أبو عبد الله محمد التاودي بن الطالب بن علي بن سودة الفاسي ت 1209هـ مدارَ الإسناد عند المغاربة، وأسانيده في فهرسته الصغرى والكبرى وكلاهما مطبوع. وإسنادي إليه من طريق إسنادي إلى الإمام الكبير -والذي ذكرته في أول هذه الأسانيد- وهو عنه مباشرة) انتهى كلام الشيخ أسامة.

## مسيرته
قرار رئاسي بتعين أسامة الأزهري مستشاراً دينياً ليكون ضمن الهيئة الاستشارية لرئاسة الجمهورية للسيسي، وذلك يوم الخميس 2 من شهر أكتوبر لعام 2014، ويعد الدكتور أسامة الازهري من أكثر الداعمين للرئيس عبد الفتاح السيسي.
يقوم بتدريس علوم الحديث وعلم المنطق وعلم العقيدة برواق الأتراك بالجامع الأزهر الشريف.

قام بخطبة الجمعة بجامع السلطان حسن بالقاهرة نائبا عن سماحة العلامة مفتى الديار المصرية[وصلة مكسورة] الشيخ علي جمعة، من سنة 2005م إلى أوائل سنة 2009م.

الشيخ أسامة الأزهري يلقي إحدى خطب الجمعة بجامع السلطان حسن نائبا عن سماحة مفتي الديار المصرية الإمام العلامة الشيخ نور الدين علي جمعة

قام بشرح الأربعين النووية للإمام النووي عقب صلاة الجمعة في مجلس أسبوعي عام بجامع السلطان حسن. 

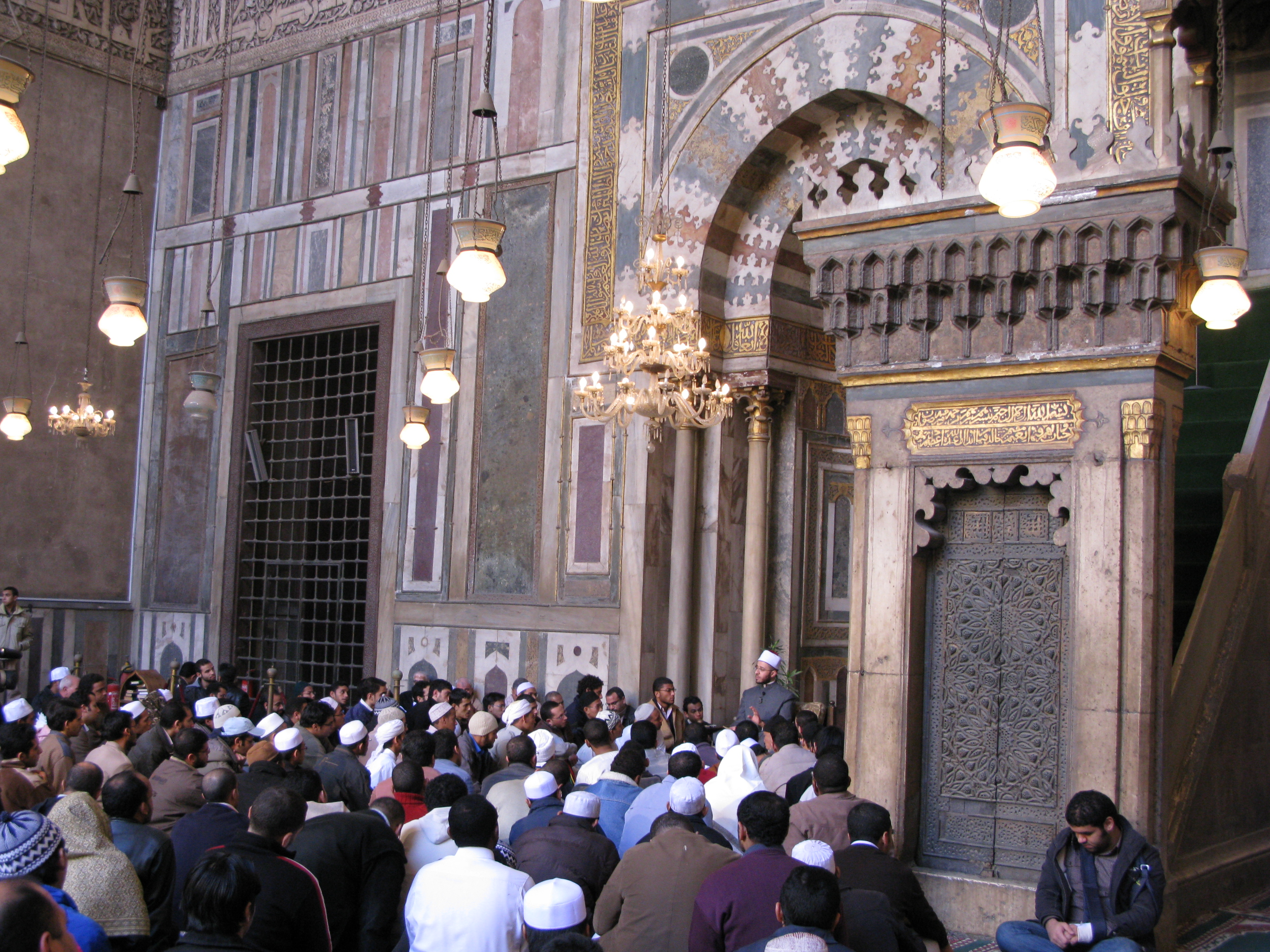
الشيخ أسامة الأزهري بين جمع من مستمعيه من جميع الفئات العمرية والخلفيات العلمية أعاد إلى الأذهان صورة العالم المسلم الذي يستطيع تقريب العلوم للأذهان بغير إخلال

. شارك في عدد من الندوات والمؤتمرات، إضافة إلى المقالات، والمطبوعات، والمحاضرات المسموعة والمرئية، والمؤلفات.

## أفكاره
دعا إلى إعادة التعامل مع العلوم الشرعية من خلال نظرة كلية أرسى دعائمها علماء الأمة الأجلاء مثل أبو حامد الغزالي في المستصفى، وابن خلدون في المقدمة، والعلامة سعد الدين التفتازاني (التفتزاني) وأمثالهم ممن اهتموا بتعريف العلم وحتى من المعاصرين من أمثال الطاهر بن عاشور. اعتبر أن تلك النظرة الكلية والتي تضع العلوم في دوائر مختلفة ومتقاطعة بدرجة أو أخرى مثل علوم النص وعلوم الواقع والعلوم الرابطة لا بد وأن تحكم مناهج التعليم وتؤثر في أساليب التدريس وفي إعداد وتكوين طلبة العلم الشرعي وغيره حتى
يحدث ذلك كله اتساقا فكريا بين طلاب العلوم المختلفة وانسيابية علمية ترجع بالنفع والفائدة على العلوم والمتعلمين والبيئة العلمية ومن ثم على الأمة الإسلامية والحضارة الإنسانية جميعها.
إحياء معالم المنهج الأزهري: وهو ضرورة التفكر والتدبر في ماهية العقل الأزهري الأصيل لنرى ما هي المكونات الكبرى التي صنعت ذلك العقل الذي حفظ على الأمة الإسلامية دينها قرونا من الزمان وساهم بشكل واضح في تقدم الإنسانية من أمثال الشيخ العلامة حسن العطار والبرهان الباجوري (المعروف بالبيجوري انظر (إبراهيم الباجوري)
والأمير الكبير والشيخ حسن الجبرتي والد الجبرتي المؤرخ وغيرهم من هذه الطبقة. كما أنه أنشأ أبحاثا تدرس ظاهرة الأسر العلمية كبيت السبكي وغيره من بيوتات العلم. توصل من خلال بحثه إلى ثماني نقاط صاغها في ورقة علمية سماها الإحياء الكبير، لمعالم المنهج الأزهري المنير، والتي تبنتها مؤسسة كلام للبحوث والإعلام في دبي وترجمت إلى الإنجليزية تحت عنوان Towards a Grand Renewal[وصلة مكسورة]

أسامة الأزهري مع منشئ مؤسسة كلام للبحوث والإعلام د. عارف النايض

إنشاء هيرمينوطيقا إسلامية : نادى بإنشاء ما قد يسمى بهيرمينوطيقا إسلامية لفهم النصوص، تكون نابعة ومستمدة من مناهج الفهم العريقة التي أسستها الأمة عبر تاريخها العلمي الطويل، وقد قام بشرح تلك الدعوة وذلك المفهوم في كتابه المدخل إلى أصول التفسير.
دعا من خلال مؤلفاته وخطبه إلى إحياء سنة عرض الإنتاج العلمي على المختصين والخبراء في كل علم أو مجال حتى تعود سنة التلقي بالقبول إلى مكانتها كمعيار لصناعة العلم عند الأمة المحمدية والتي على أساسها أخرج الإمام البخاري صحيحه، حيث قام بعرضه على عدد من طبقة مشايخه مما مهد لأن تتلقى المدارس الحديثية في المشرق والمغرب صحيح البخاري بالقبول. ولم تقتصر دعوة الشيخ أسامة الأزهري على الكلام النظري فإننا نرى وبوضوح مسارعته إلى تأييد قوله بالفعل العملي واجتهاده في أن يكون أول من يطبق تلك المعايير التي يطالب بها البيئة العلمية على نفسه وعلى بحثه ومؤلفاته. فجعل إخراج كتابه (إحياء علوم الحديث) خطوة لا يمكن إتمامها إلا بعد إرسال نسخ أولية منه إلى عدد من أكابر علماء الحديث في المشرق والمغرب، بغرض أن ينظر العلماء في هذا النتاج العلمي نظر تحرير وصقل، مع كتابة مقدمات منهم للكتاب، حتى أن امتداد النقاش والمداولة استدعى إقامة حلقة علمية نقاشية حول كتاب (إحياء علوم الحديث) في (مؤسسة طابة) في أبوظبي،
في شهر رمضان سنة 1429هـ، شارك فيها عدد كبير من العلماء والباحثين.
وقد تلقى المؤلف مقدمات من نحو ثلاثين واحدا من كبار العلماء، سوف تنشر كاملة مع الطبعة الثانية من الكتاب بإذن الله. يجري الآن ترجمة الكتاب إلى اللغة الإنجليزية. والذي يعتبره الكثير من فطاحل العلماء والحديثيين نواة لمدرسة حديثية جديدة، تحاول إبراز مسالك نقاد الحديث الشريف في صون الحديث النبوي ومسالك خدمته، حيث نادى فيه مؤلفه بدراسة علوم الحديث على طريقة النظريات، قام بإرجاع علوم الحديث كلها إلى ست نظريات محددة، تنبثق منها كل الفروع الحديثية الأخرى، وهي (نظرية الإثبات، نظرية التوثيق، نظرية الضبط، نظرية الاستعمال، نظرية التوصيف، نظرية التأهيل).
كما نادى في الكتاب المذكور بإعادة دراسة علوم الحديث عن طريق إنشاء (التصور الكلي للعلم)، وذلك عن طريق دراسة القواعد، ثم الممارسة والتطبيق، ثم التوسع في دراسة كتب الرجال والجرح والتعديل، ثم التوسع في مطالعة كتب سير المحدثين والحفاظ والنقاد، ثم الإلمام بالبحوث الحديثية المعاصرة. له في الكتاب المذكور أيضا باب مهم حول (اختلاف مناهج الإثبات والتوثيق بين المحدثين والأصوليين، والفقهاء، والمؤرخين،
وكتاب السيرة النبوية). إلى غير ذلك من معالم التجديد والابتكار في الكتاب المذكور.
إحياء فكرة الإسناد
كرس أسامة السيد الأزهري الكثير من جهده وفكره وكتاباته لإحياء فكرة الإسناد بكل ما تشتمل عليه هذه الفكرة من وظائف علمية متعددة الوجوه من حيث تصحيح نقل المصادر وتوريث مناهج الفهم وتلقي الخبرات والمهارات والمفاتيح العلمية وتوريث الأخلاق والأداب الشريفة، حيث أن الإسناد فيما يدعو إليه هو دراسة الوظائف الكاملة له من رواية ودراية وتزكية بالإضافة إلى وجوب فتح صفحات حياة كل فرد من الأعلام الذين ترد أسمائهم في سلاسل الإسانيد حتى نرى أدوارهم العلمية التي قاموا من خلالها بواجب زمانهم. ولأجل تحقيق هذه المعاني فقد تواصل مع
عدد كبير من علماء المشارقة والمغاربة للاستفادة بالمناهج المختلفة الموجودة في المدارس العلمية المتعددة.
نظرية الاستيعاب القرآني للحضارات المختلفة
نادى بوجوب التفات المسلمين إلى نوعي الهداية الذين يقدمهما القرآن الكريم والذي يختص أحدهما بالمؤمنين به ويشمل الأحكام والتكاليف الشرعية والأوامر والنواهي وأن تلك هي الهداية الخاصة. وأن النوع الآخر هو الهداية العامة التي يخاطب القرآن بها الناس أجمعين والإنسانية كلها ويرشدهم إلى الأصول العليا التي تتفاعل من خلالها الثقافات وتتعارف من خلالها الحضارات ليكون هذا الطرح القرآني بديلا عن فلسفة صدام الحضارات التي نادى بها الكثير من المنظرين المعاصرين (مثل صامويل هنتنجتون وفرانسيس فوكوياما) وليعلم الناس أن هناك ملجأ أمنا للبشرية وخطابا قرآنيا يحمل لكل إنسان حظا من الهداية خاصا به فيما يعرف بنظرية الاستيعاب القرآني للحضارات والثقافات المختلفة.
الارتباط بالأصل والاتصال بالعصر
حاول لفت انتباه القدر الأكبر من الناس إلى العلاقة بين ماضيهم وحاضرهم ومستقبلهم، وماهية التعلق السليم بمناهج سلف الأمة وتراثهم العلمي الهائل الذي خدم البشرية ومفاتيح فهم ذلك التراث بشكل لا إفراط فيه ولا تفريط، فلا يحدث ذلك الانغلاق على النفس والتجمد الفكري والوقوف خلف عجلة الزمن وفي نفس الوقت لا يحدث انسياق أعمى وراء كل صيحة ودعوة لا أساس لها كما يحدث لبعض الواقعين تحت تأثير صدمات المعرفة أو كما يحدث من الهرولة الهوجاء في بعض الاتجاهات التي لم يتم تأصيلها بسبب عدم القدرة على التمييز ما بين التفكر الغير مستقر والذي ما زال قيد البحث والمداولة وما بين العلم المستقر والمناهج الراسخة المدروسة.
بين من خلال مؤلفاته ومحاضراته أن على كل جيل من المسلمين دورا في إيجاد الحلول المناسبة لمشاكل البشرية في ذلك العصر ورسم الخرائط التي تقود البشر إلى بر الأمان في جميع مجالات استخلاف الله للإنسان من عبادة لله وعمارة للأرض وتزكية للنفس وأن ذلك لا يكون إلا بالارتباط بالأصل من خلال التعمق في فهم مناهج البحث التي أرسى أصولها سلف الأمة وطرائق تفكيرهم وإدراك الثوابت وتحديد المتغيرات مع معايشة للواقع ومعرفة بالمستجدات ليس فقط من خلال الأحداث وإنما من خلال الأفكار الكلية والنظرات الشمولية وإدراك لسمات العصر التي تجعل المسلم واعيا لما يكون من حوله بل وما سيكون مما يكسبه «مناعة حضارية» ويهيئه للتعامل مع الأمور بإتزان وثقة ودراية.

## مؤلفاته

### مؤلفاته المنشورة
1. إحياء علوم الحديث، مقدمات منهجية، ومداخل معرفية[وصلة مكسورة] (طبع) ISBN 977-6214-12-6
2. المدخل إلى أصول التفسير. (طبع) ISBN 977-6214-34-7
3. معجم الشيوخ[وصلة مكسورة] طبع في دار صفا برودكشن (sofa production)، نجري سمبيلان، ماليزيا، سنة 1429هـ-2008م.
4. الإحياء الكبير، لمعالم المنهج الأزهري المنير، طبع ضمن منشورات مؤسسة كلام للبحوث والإعلام، في دبي،
والذي ترجم إلى الإنجليزية تحت عنوان Towards a Grand Renewal[وصلة مكسورة] ويمكن تحميله مجانا من نفس هذا الرابط على هيئة PDF
5. صائد اللؤلؤ، خطوات على طريق بناء الإنسان، الطبعة الأولى سنة 1431هـ-2010م، في شركة الوابل الصيب بالقاهرة، ودار الفقيه في أبوظبي.
6. الحق المبين في الرد على من تلاعب بالدين، دار الفقيه أبو ظبي، الطبعة الأولى سنة 1436هـ - 2015م.

### مؤلفات تحت الطبع

غلاف كتاب أسانيد المصريين للمحدث أسامة السيد الأزهري

(أسانيد المصريين، جمهرة في المتأخرين من علماء مصر، وبيان مناهجهم، وسلاسل أسانيدهم، وذكر أسانيدنا إليهم)،
قيد النشر في شركة الوابل الصيب للإنتاج والتوزيع والنشر. ISBN 977-6214-19-3

### مؤلفاته التي لم تنشر بعد
1. العلاقة بين الفقه وأصوله.
2. التأصيل لمنهج السلف في الفهم.
3. الإمعان، في محاور سور القرآن.
4. خريطة العلوم الشرعية
5. مفاتيح فهم السيرة النبوية.
6. جزء في طرق حديث: «أنفق ولا تخش من ذي العرش إقلالا».
7. هداية الأمم، بما في الأربعين النووية من المقاصد والحكم.

## كتب قام بتحقيقها
قام بنشر الجزء الأول من تفسير القرآن الكريم، لفضيلة العلامة الشيخ علي جمعة، وهو كتاب النبراس في تفسير القرآن الكريم وقدم له الشيخ أسامة السيد الأزهري مقدمة طويلة، والكتاب مع المقدمة المذكورة منشور في شركة الوابل الصيب للإنتاج والتوزيع والنشر، سنة 2009م. رقم الإيداع: 9470/2008م. ISBN 977-6214-17-7